# Parabuthus granulatus
Parabuthus granulatus is een schorpioenensoort uit de familie Buthidae die voorkomt in zuidelijk Afrika. Parabuthus granulatus geldt als de giftigste schorpioenensoort van de regio.
Parabuthus granulatus wordt tot 16 cm groot. Deze schorpioen foerageert actief voor prooi en legt 's nachts relatief grote afstanden af. Het is een agressieve soort en Parabuthus granulatus is jaarlijks verantwoordelijk voor vier tot zes doden in Zuid-Afrika. Holen maakt Parabuthus granulatus aan de basis van struiken en grasstammen en onder stenen.
Het verspreidingsgebied van Parabuthus granulatus omvat Namibië, Botswana, het westen van Zimbabwe en westelijk Zuid-Afrika, waar het voorkomt in gebieden met zanderig terrein.